# Notomys cervinus
Notomys cervinus — гризун середнього розміру, ендемічний для біорегіону Кантрі на північному сході Південної Австралії та південно-західному Квінсленді в Австралії. Вони населяють відкриті кам'янисті та глинисті рівнини басейну озера Ейр. Попри е, що популяція та розповсюдження значно скоротилися після заселення європейців, нинішня популяція демонструє мало ознак значного зменшення і, отже, внесена до списку «біля загрози».

## Морфологічні особливості
Як і всі Notomys, цей вид має сильні передні зуби, довгий хвіст, темні очі, великі вуха, добре розвинені стегна та дуже довгі вузькі задні лапи. Довжина голови-тулуба 95–120 мм. Вага від 30 до 50 грамів. Забарвлення змінюється від світло-рожево-палевого до сірого на верхній стороні і білого знизу. Хвіст завдовжки 120–160 мм двоколірний (знизу білий, зверху темніший) і закінчується темною китицею. Вуха круглі, темні очі особливо великі, а вуса завдовжки 65 мм.

## Спосіб життя
Тварина живе невеликими сімейними групами по дві-чотири особини. Протягом дня вони шукають притулку в норах, які мілкіші, ніж нори піщаного виду Notomys fuscus, але все ще мають глибину до одного метра та мають від одного до трьох виходів. За ніч вони долають сотні метрів у пошуках їжі. Харчуються насінням, паростками та комахами. Як і інші Notomys, цей вид виживає без води, але здатний метаболізувати воду з високим вмістом солі, коли вона доступна. Після 38-денного періоду вагітності самки народжують від одного до п'яти повністю розвинених дитинчат.